# پیتای نوارآبی
پیتای نوارآبی یا پیتای خط آبی (نام علمی: Erythropitta arquata) نام یک گونه از تیره پیتا است. این گونه پیتا در اندونزی، برونئی و مالزی یافت می‌شود. زیستگاه این گونه جنگل‌های گرمسیری و نیمه‌گرمسیری است.